# Потерянный патруль (фильм, 1934)
«Потерянный патруль» (англ. The Lost Patrol) — военно-приключенческий фильм режиссёра Джона Форда, вышедший на экраны в 1934 году. Лента снята по мотивам рассказа Филипа Макдональда «Патруль» и является ремейком британского немого фильма 1929 года. Фильм номинировался на премию «Оскар» за лучшую музыку (Макс Стайнер).

## Сюжет
Первая мировая война, 1917 год. Месопотамия. Английские патрули в пустыне борются с арабами, которые устраивают засады и после атаки растворяются в темноте, словно злобные призраки.
В одной из таких засад погибает офицер, ведший патруль к только ему одному ведомой цели. Он не успел сообщить сержанту, куда они движутся. Теперь у патруля нет плана. Точнее, план один — выйти из пустыни к воде, к людям. Англичане находят настоящий оазис, источник и финиковые пальмы. Однако следившие за отрядом арабы ночью убивают часовых и угоняют лошадей. Дорога из оазиса отрезана.
Один за одним солдаты гибнут под пулями невидимого врага. Арабы жестоко убивают посланных гонцов. Кажется что спасения нет. Однако мольбы англичан услышаны и группу находит самолёт-разведчик. Пилот сажает машину невдалеке от оазиса. Но когда он вылезает из неё и направляется к английскому патрулю, чтобы выяснить обстановку, то тоже гибнет под пулями арабских снайперов. Оставшиеся в живых солдаты добираются до самолёта. Но так как управлять им они не умеют, то сняв пулемёт, они сжигают самолёт.
После очередного обстрела в живых остаётся один боец. Он хоронит своих товарищей и садится в тени пальм ждать своей участи.
Зарево от горящего самолёта заметил другой английский отряд. Он направляется в сторону пожара.
Тем временем арабы, решив, что все англичане убиты, приближаются к оазису. Последний боец даёт им приблизиться и расстреливает арабов из пулемёта.
Подоспевший английский отряд спасает оставшегося бойца.

## В ролях
- Виктор МакЛаглен — сержант
- Борис Карлофф — Сандерс
- Уоллас Форд — Морелли
- Реджинальд Денни — Джордж Браун
- Дж. М. Кэрриган — Куинкэннон
- Билли Беван — Херберт Хэйл
- Алан Хейл — Мэтлоу Хук
- Брэндон Хёрст — капрал Белл
- Дуглас Уолтон — Пирсон
- Сэмми Стейн — Эбельсон
- Ховард Уилсон — лётчик
- Пол Хэнсон — Джок Маккей
- Фрэнсис Форд — араб (в титрах не указан)